# Cultura de Santa Catarina
A cultura de Santa Catarina é o conjunto de manifestações artístico-culturais desenvolvidas por catarinenses. A origem da cultura de Santa Catarina se encontra na diversidade. Esta resulta da presença dos portugueses (açorianos e madeirenses), dos alemães do Vale do Itajaí, e pela pequena Itália localizada ao sul. Estes, após sua chegada a Santa Catarina trouxeram uma enorme bagagem cultural. Esses povos são caracterizados pela importância das tradições da sua população e por festividades religiosas que foram muito importantes para a formação da cultura do estado.
Santa Catarina reflete todos os povos colonizadores que constituem harmoniosamente a cultura desse estado. Por esse motivo, pode-se dizer que a culinária de Santa Catarina é abundante em frutos do mar (influência de Portugal), tais como peixes, camarões e mariscos. Estes podem apresentar variações no seu modo de preparar e segundo a espécie. Podem ser destacados como alguns alimentos mais comuns: peixe ensopado (com sal e ervas de cheiro) acompanhado com pirão e farinha de mandioca. Peixe frito (oferecido em pedaços e envolvido em farinha de mandioca ou de trigo até fritar), grelhado na brasa e/ou na folha de bananeira. Peixe assado, camarão à milanesa, caldo de camarão, ovas de tainha, entre outros. Além disso, existe a geleia de morango, bolo de mel, kutiá, torta de ricota e vereniqué (pastel cozido). No artesanato, destacam-se os artigos feitos de vime, lã e couro. Renda de bilros. A produção de bonecos de pano. Pintura em porcelana e a arte de escultura em madeira, que merece destaque por ter artesãos que fabricam peças para ilustres colecionadores.
Entre os principais catarinenses ilustres nascidos dentro e fora do estado, podemos destacar: Antonieta de Barros, florianopolitana, professora e política; Atílio Fontana, gaúcho, empresário e político. Bruno e Hermann Hering, alemães, industriais; Carl Hoepcke, alemão, industrial. Carlos Renaux, alemão, político, comerciante e industrial; Diomício Freitas, orleanense, empresário e político. família Schürmann, florianopolitana, viajantes de veleiro; Felipe Schmidt, lageano, politico; Gustavo Kuerten, florianopolitano, ex-tenista. Hercílio Luz, florianopolitano, engenheiro e político; João David Ferreira Lima, advogado e professor. José Arthur Boiteux, tijuquense, jornalista, historiador e advogado; Juarez Machado, joinvillense, artista plástico. Lindolf Bell, timboense, poeta; Nereu Ramos, lageano, advogado e político; Paulo Evaristo Arns, forquilinhense, religioso. Raulino Reitz, religioso, botânico e historiador; Santa Paulina, italiana, religiosa. Vera Fischer, blumenauense, atriz; Willy Zumblick, tubaronense, pintor.

### Espaços culturais

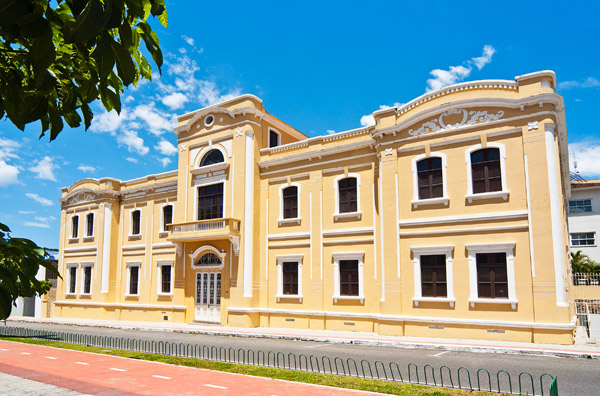
Academia Catarinense de Letras

Estão sediadas em Santa Catarina várias instituições culturais. Podem ser citados o Instituto Histórico e Geográfico de Santa Catarina, a Academia Catarinense de Letras e o Círculo de Arte Moderna. As principais bibliotecas são a Biblioteca Pública do Estado, a Biblioteca Pública Municipal do Estreito, as das diversas escolas da Universidade Federal (Florianópolis), a Biblioteca Pública Municipal Dr. Fritz Müller (Blumenau), a Biblioteca Pública Municipal (Joinville) e a Biblioteca da Fundação Camargo Branco (Lages). Existe ainda o Teatro Governador Pedro Ivo, Teatro Álvaro de Carvalho (TAC) e o complexo cultural do Centro Integrado de Cultura (CIC).
Os principais museus de Santa Catarina são o Museu Histórico (estabelecido na Casa de Santa Catarina, com armas, uniformes e objetos que pertenciam à Companhia Barriga Verde). A residência de Vítor Meireles, o Museu Etnográfico, Etnológico e Botânico, o Museu de Arte Moderna, o Museu do Índio. O Museu do Instituto Geográfico e Histórico, o Museu do Homem do Sambaqui (Florianópolis), o Museu de História Natural Dr. Fritz Müller (Blumenau). O Museu Arquidiocesano D. Joaquim (Brusque),  o Museu Nacional do Mar, com embarcações do Brasil e do exterior (São Francisco do Sul). O Museu Municipal (de imigrantes, colonizadores e achados arqueológicos), o Museu Estação da Memória  na histórica estação de trem (Joinville). E o Museu Histórico Pedagógico (Lages); em Rancho Queimado, o Museu Casa de Campo Governador Hercílio Luz. Em São Francisco do Sul, o Museu Nacional do Mar; e em Biguaçu, mais precisamente em São Miguel da Terra Firme, o Museu Etnográfico Casa dos Açores. Várias destas entidades são administradas pela FCC.

### Monumentos

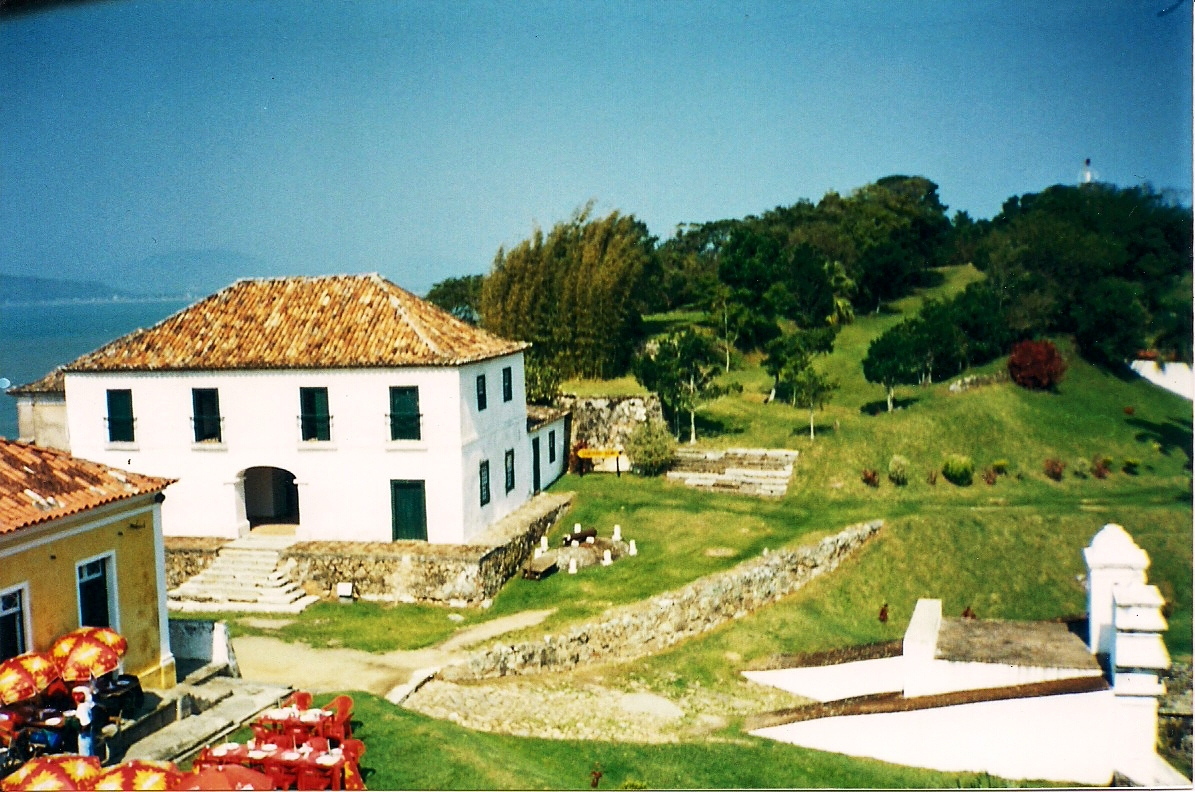
Fortaleza de Santa Cruz de Anhatomirim

Ao povoarem a atual Florianópolis, os açorianos ergueram um sistema de fortalezas, que hoje são de grande importância histórica. Na ilha de Anhatomirim encontra-se um desses fortes, a fortaleza de Santa Cruz. Esta, erigida em 1744, foi restaurada pelo Serviço do Patrimônio Histórico e Artístico Nacional. Das ruínas do forte de São José da Ponta Grossa (1740), na praia do Forte, tem-se um dos mais belos panoramas da região.
Outros monumentos conhecidos são o Mercado Público e o prédio da Alfândega. Estes foram construídos no final do século XIX. A ponte Hercílio Luz (1926) é uma das mais longas pontes pênseis do planeta (Florianópolis). O palácio dos Príncipes foi construído em 1870 (Joinville). O patrimônio histórico tomba as ruínas e construções da ilha de São Francisco do Sul e da cidade de Laguna.
Além disso, na costa, existem muitos casarões de arquitetura portuguesa. Nas regiões do Vale do Itajaí e no norte do estado, podem ser encontradas também a arquitetura alemã. Esta é mais conhecida como estilo enxaimel. O município de Treze Tílias, por seu turno, foi criado por imigrantes austríacos da região do Tirol e parece uma vila alpina.

### Festividades
Das festas folclóricas, as principais são promovidas no mês de outubro em diversas cidades: em Criciúma, a Festa das Etnias; em Florianópolis, a Fenaostra. Em Blumenau, a Oktoberfest, tradicional festa alemã, com comercialização de chope, canções típicas e grupos de folclore. Em Joinville, a Fenachopp. Em Rio do Sul, a Kegelfest, onde o atrativo, além da cerveja, é o bolão, jogo análogo ao boliche e à bocha. Em Treze Tílias, a Tirolerfest, que celebra o aniversário da imigração austríaca. Em Jaraguá do Sul, a Schützenfest, combinação de torneio de tiro com festival alimentar e cervejeiro. em Brusque, a Fenarreco. Em Pomerode, a Pomerana; em Itapema, o Festival do Camarão; e, em Itajaí, a Marejada, com culinária de Portugal.

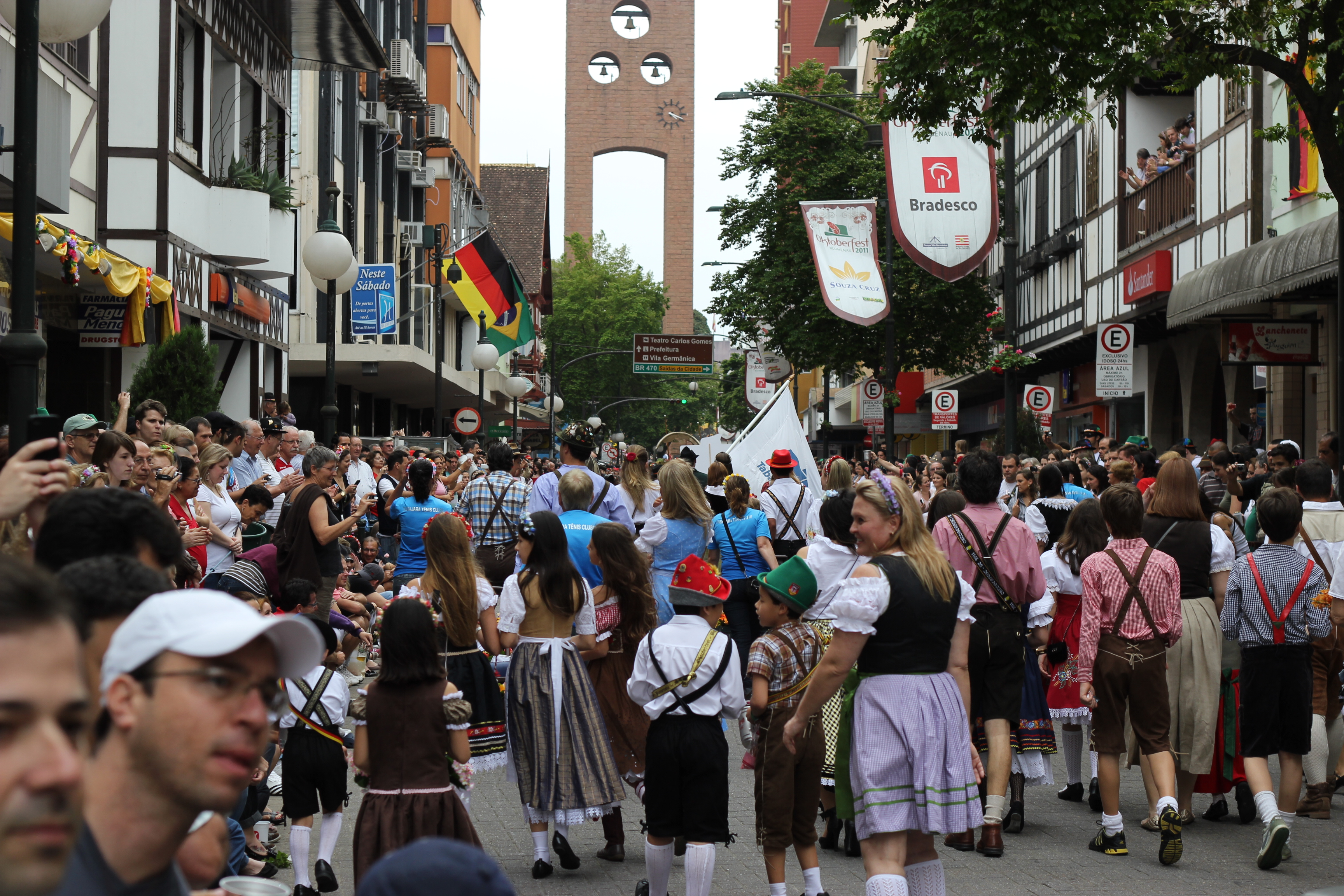
Blumenau, onde ocorre a maior oktoberfest fora da Alemanha

Outras festas folclóricas famosas no estado são o Terno de Reis, em janeiro. O boi-de-mamão, em janeiro e fevereiro, uma aparência de pantomima onde prevalece a imagem de um boi de papelão ou madeira. Esta é acompanhada de pessoas, fantasia, dançarinos e cantores; e a farra do boi, na semana santa. Da culinária de Santa Catarina, os pratos mais famosos são a bijajica (bolinho de polvilho, ovos e açúcar, fritado em banha). E o Ente mit Rotkohl (marreco com repolho roxo), iguaria da região de Brusque. No mês de abril ocorre a Expofeira Nacional da Cebola no município de Ituporanga, período em que as festas são realizadas. O evento, a cada edição, se firmou como habitual para excursões, promoção de agronegócios e divulgação de novas tecnologias no setor agropecuário. Entre maio e julho ocorre em Lages a Festa Nacional do Pinhão, com pratos típicos feitos de pinhão, considerado o mais importante festival tradicionalista brasileiro. E em Urussanga, no sul do estado, a Festa do Vinho e a festa Ritorno Alle Origini merecem destaque como festas da imigração italiana na região.
Dentre as festas religiosas tradicionais de Santa Catarina merecem destaque. Entre elas incluem: a procissão do Senhor Jesus dos Passos. E as festas de São Sebastião, Divino Espírito Santo (móvel, com três dias de duração) e Santa Catarina (padroeira do estado).

### Esportes

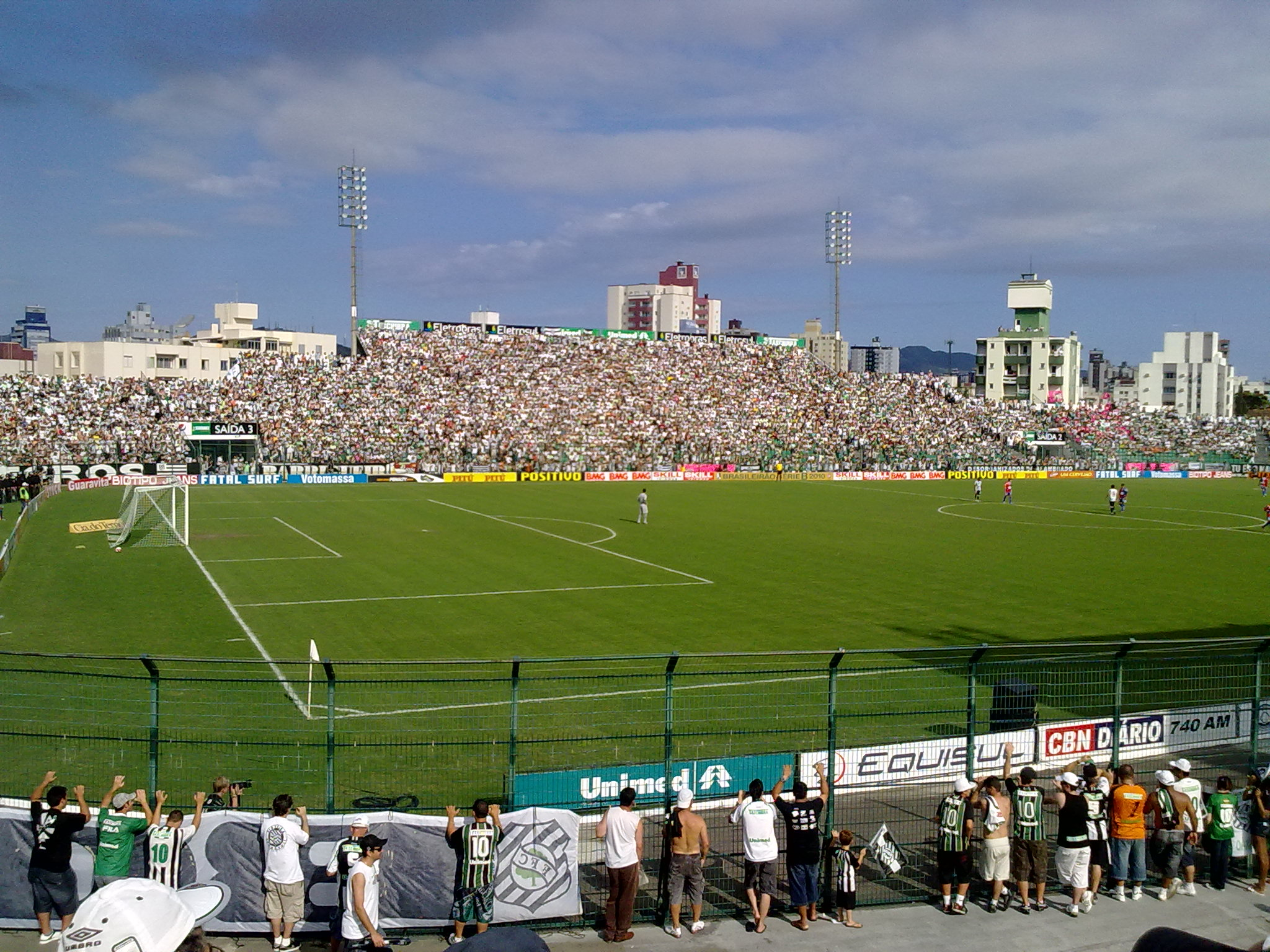
O Estádio Orlando Scarpelli em novembro de 2010

O futebol é o esporte mais popular no estado de Santa Catarina, seguido por vôlei, tênis, basquete, ciclismo e artes marciais. O futebol em Santa Catarina foi introduzido no início do século XX. Tem como principais equipes o Avaí, o Figueirense, a Chapecoense, o Joinville e o Criciúma, além de outros menores. Já, o Campeonato Catarinense, realizado anualmente desde 1924, é o principal evento de futebol no estado. Esta competição esportiva é organizada pela Federação Catarinense de Futebol, contando com a participação de doze equipes na primeira divisão. Os estádios Arena Condá, em Chapecó, e Heriberto Hülse, em Criciúma, são o maiores de futebol de Santa Catarina.
Santa Catarina é sede de eventos esportivos nas mais diversas modalidades, seja de importância local, nacional e até mesmo internacional, entre os quais os Jogos Abertos de Santa Catarina. Os Joguinhos, a Olimpíada Estudantil (Olesc), os Jogos Escolares (JESC). Campeonato Escolar de Futsal (MOLEQUE), os Jogos Abertos Paradesportivos (PARAJASC), os Escolares Paradesportivos (PARAJESC). Os Abertos da Terceira Idade (JASTI) e Dança Catarina, todos realizados pela secretaria estadual do esporte.
Dentre as principais personalidades do esporte catarinense estão: no tênis, Gustavo Kuerten, o maior tenista do Brasil e um dos maiores do mundo. É filho do jogador amador Aldo Kuerten, que incentivou a educação pelo esporte. Aldo contribuiu nos torneios como juiz de cadeira. No futebol, Wellington Saci e Filipe Luís. No atletismo, Darlan Romani e Márcia Narloch. Na natação, Fernando Scherer. No skatismo, Pedro Barros  No voleibol, Ana Moser, Bárbara Bruch, Carlos Schwanke. Tiago Barth, Thiago Henrique Sens, e Rosamaria Montibeller. No basquete, Guilherme Teichmann, André Luiz Bresolin Goés, Jimmy Dreher de Oliveira e Tiago Splitter. No ciclismo, Hans Fischer, morto em 1988. E nas artes marciais, Thiago Tavares (jiu-jitsu), Júnior dos Santos, Leonardo Mafra. Márcio Alexandre, Rafael Silva (MMA) e Wande Lopes (muay thai).

### Feriados
Em Santa Catarina há dois feriados estaduais: o dia 11 de agosto, data magna do estado, e o dia 25 de novembro, festa litúrgica de Santa Catarina de Alexandria. Estes feriados foram oficializados através das leis n.º 10 306/1996 e 12 906/2004, ambas revogadas pela Lei Estadual n.º 16 719/2015.